# 小池秀信
小池 秀信（こいけ ひでのぶ、1976年5月11日 - ）は、日本の男性総合格闘家。北海道釧路市出身。GRABAKA所属。柔道二段。

## 来歴
1998年8月23日、第5回全日本アマチュア修斗選手権のライトヘビー級（5名参加）に出場。決勝で桜井隆多にKO負けし、準優勝となった。
2004年1月25日、パンクラス主催の第1回プロ・アマオープン・キャッチレスリング・トーナメント80kg未満級（17名参加）に出場。決勝で北岡悟に一本負けし、準優勝となった。
2004年11月26日、パンクラスで石毛大蔵と対戦し、パウンドでTKO負け。
2006年8月26日、MARSでエディ・アルバレスと対戦し、パウンドでTKO負け。大会開催10日前の緊急オファーであった。

## 戦績

### プロ総合格闘技
| 総合格闘技 戦績 | 総合格闘技 戦績 | 総合格闘技 戦績 | 総合格闘技 戦績 | 総合格闘技 戦績 | 総合格闘技 戦績 | 総合格闘技 戦績 |
| --------------- | --------------- | --------------- | --------------- | --------------- | --------------- | --------------- |
| 26 試合         | (T)KO           | 一本            | 判定            | その他          | 引き分け        | 無効試合        |
| 10 勝           | 1               | 6               | 3               | 0               | 5               | 0               |
| 11 敗           | 7               | 0               | 4               | 0               | 5               | 0               |

| 勝敗 | 対戦相手             | 試合結果                             | 大会名 | 開催年月日     |
| ×    | 大原樹理             | 1R 3:15 TKO（右ストレート→パウンド） | CLUB DEEP TOKYO in 新木場1stRING                                                                             | 2010年5月23日  |
| ○    | 小島一朗             | 2R 4:19 腕ひしぎ十字固め             | ZST SWAT! in FACE vol.4                                                                                      | 2010年2月20日  |
| △    | 大沼啓介             | 5分2R終了 時間切れ                   | ZST.22 〜旗揚げ7周年記念大会〜                                                                               | 2009年11月23日 |
| ×    | 山本勇気             | 5分2R終了 判定                       | ZST.21 【ジェネシスウェルター級トーナメント2009 決勝】                                                       | 2009年9月21日  |
| ○    | 植原雄太             | 1R 2:12 KO（左フック）               | ZST SWAT! 28 【ジェネシスウェルター級トーナメント2009 準決勝】                                               | 2009年8月2日   |
| ○    | 大櫃達也             | 5分2R終了 判定3-0                    | ZST SWAT! 27 【ジェネシスウェルター級トーナメント2009 1回戦】                                                | 2009年7月5日   |
| △    | 濱岸正幸             | 5分2R終了 時間切れ                   | ZST SWAT! 25                                                                                                 | 2009年6月7日   |
| ×    | 九十九優作           | 1R終了時 TKO（タオル投入）           | DEEP 39 IMPACT                                                                                               | 2008年12月10日 |
| ○    | 佐久間博彰           | 5分2R終了 判定3-0                    | DEEP GLOVE 3                                                                                                 | 2008年9月20日  |
| △    | 石中暢               | 3分3R終了 ドロー                     | POWERGATE カイザーグランプリ ファイナル                                                                      | 2008年6月22日  |
| ×    | 吉岡哲也             | 5分2R終了 判定1-2                    | club DEEP 東京 & フューチャーキングトーナメント全国大会 【フューチャーキングトーナメント 76kg以下級 決勝】   | 2008年1月14日  |
| ○    | 徳田順三             | 5分2R終了 判定2-1                    | club DEEP 東京 & フューチャーキングトーナメント全国大会 【フューチャーキングトーナメント 76kg以下級 準決勝】 | 2008年1月14日  |
| ×    | ベ・ミョンホ         | 5分3R終了 判定0-3                    | MARS 07 "TORNADO RETURNS"                                                                                    | 2007年4月15日  |
| ×    | キム・ドンヒョン     | 2R 4:33 KO（左フック）               | DEEP 28 IMPACT                                                                                               | 2007年2月16日  |
| ×    | アニマル             | 1R 0:57 KO（バスター→パウンド）      | REALRHYTHM 5th STAGE                                                                                         | 2006年11月18日 |
| ×    | エディ・アルバレス   | 1R 1:26 TKO（パウンド）              | MARS in 両国国技館 〜NEW DEAL〜                                                                              | 2006年8月26日  |
| ○    | 中台宣               | 2R 2:43 三角絞め                     | club DEEP 東京                                                                                               | 2006年7月8日   |
| ○    | ビクトル・アポストル | 1R 2:11 腕ひしぎ十字固め             | MA日本キックボクシング連盟 士道館新春正月興行 〜SURPRISING-1〜                                               | 2006年1月20日  |
| ×    | 太田洋平             | 5分2R終了 判定0-2                    | DEMOLITION                                                                                                   | 2005年10月27日 |
| ○    | 竹縄元博             | 1R 0:55 三角絞め                     | パンクラス Z                                                                                                 | 2005年9月3日   |
| ○    | 市川直人             | 1R 4:32 三角絞め                     | ZST SWAT! 02                                                                                                 | 2005年7月24日  |
| △    | 伊藤有起             | 5分2R終了 時間切れ                   | ZST SWAT! 01                                                                                                 | 2005年4月17日  |
| ○    | ステファン・ゲバ     | 1R 3:38 腕ひしぎ十字固め             | MA日本キックボクシング連盟 DETERMINATION 1st.                                                                | 2005年1月30日  |
| ×    | 石毛大蔵             | 1R 4:22 TKO（パウンド）              | パンクラス PANCRASE 2004 BRAVE TOUR                                                                          | 2004年11月26日 |
| △    | 太田洋平             | 5分2R終了 判定0-0                    | DEMOLITION                                                                                                   | 2004年5月21日  |
| ×    | 野沢洋之             | 1R 1:37 KO（左ストレート→パウンド）  | プレミアムチャレンジ                                                                                         | 2002年5月6日   |

### アマチュア総合格闘技
| 勝敗 | 対戦相手   | 試合結果                 | 大会名                                                    | 開催年月日     |
| △    | 高本裕和   | 5分2R終了 時間切れ       | パンクラス PANCRASE 2004 BRAVE TOUR 【パンクラスゲート】  | 2005年3月6日   |
| ○    | 西村良太   | 1R 4:23 腕ひしぎ十字固め | パンクラス PANCRASE 2004 BRAVE TOUR 【パンクラスゲート】  | 2004年4月23日  |
| △    | 鈴木淑達   | 5分1R終了 時間切れ       | THE BATTLE FIELD ZST 2 【ジェネシスバウト】               | 2003年3月9日   |
| △    | 長谷川秀彦 | 5分2R終了 時間切れ       | パンクラス PANCRASE 2002 SPIRIT TOUR 【パンクラスゲート】 | 2002年10月29日 |
| ○    | 畑岡崇     | 3分2R終了 ポイント47-43  | 第1回東日本アマチュア修斗フレッシュマントーナメント       | 2001年4月15日  |

## 獲得タイトル
- 第1回修斗グラップリングトーナメント ライトヘビー級 優勝